# Địa lý Nga
Địa lý Nga mô tả các đặc điểm địa lý của Nga, một quốc gia trải rộng trên phần lớn phía bắc Âu Á. Bao gồm phần lớn khu vực Đông Âu và Bắc Á, đây là quốc gia lớn nhất thế giới về tổng diện tích. Do kích thước của nó, Nga thể hiện cả sự đơn điệu và đa dạng. Đặc điểm địa lý của Nga, một quốc gia trải rộng trên phần lớn phía bắc Âu Á. Bao gồm phần lớn khu vực hỗn giao và rừng lá rộng, đồng cỏ (thảo nguyên) và bán sa mạc (rìa biển Caspi) khi những thay đổi trong thảm thực vật phản ánh những thay đổi của khí hậu. Siberia hỗ trợ một chuỗi tương tự nhưng chủ yếu là taiga. Đất nước này chứa bốn mươi khu dự trữ sinh quyển của UNESCO.

## Khí hậu

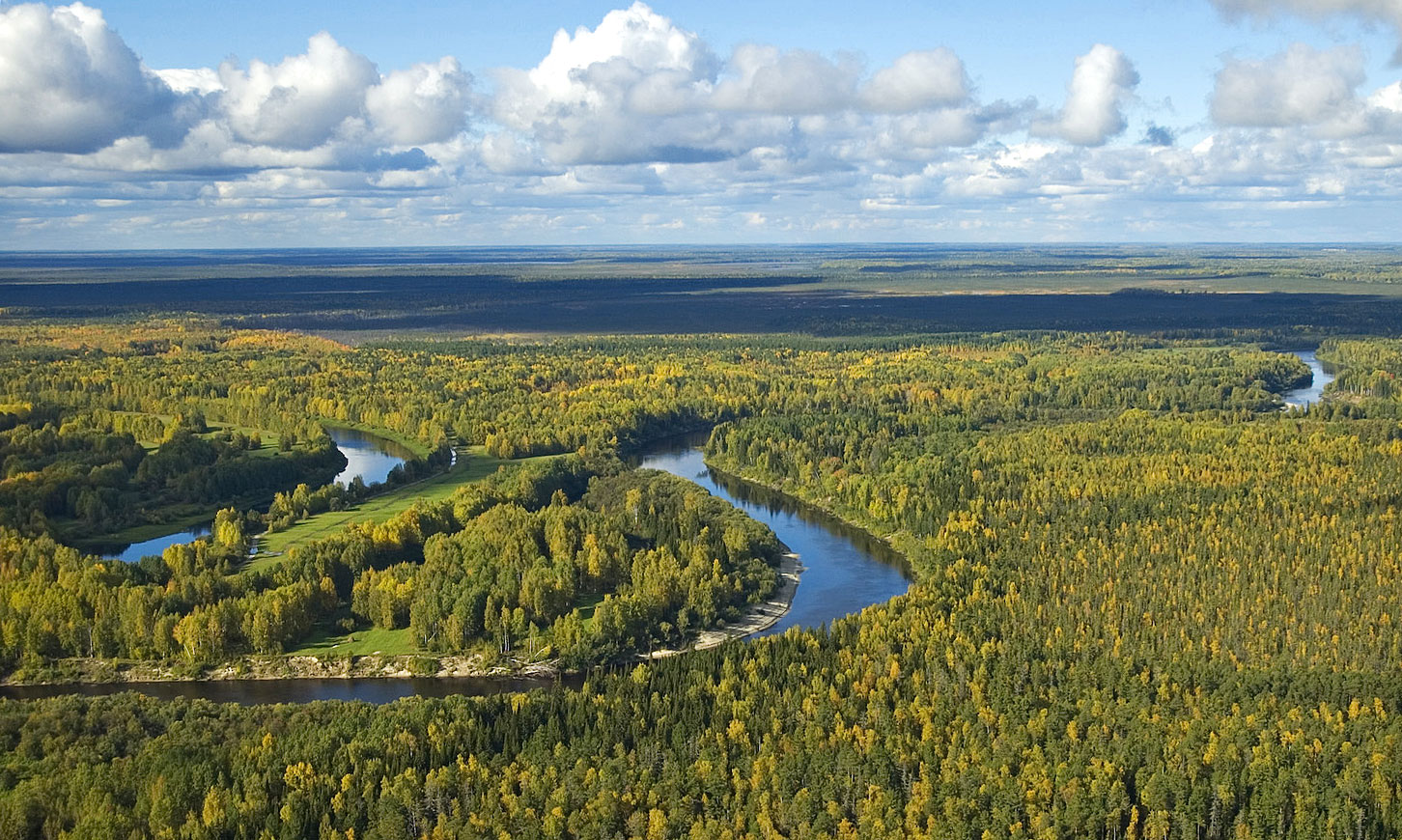
Các vùng đồng bằng của Tây Siberia, ở Tomsk.

Vùng cực bắc của đất nước, được gọi là Siberia, là nơi lạnh nhất trong cả nước. Nhiệt độ mùa đông -40 °C hoặc -50 °C đôi khi được ghi lại, đôi khi đạt tới -60 °C hoặc thậm chí ít hơn. Ở phía nam, khí hậu ấm hơn, với những cánh đồng và thảo nguyên nơi nhiệt độ lên tới -8 °C.
Mùa hè ở Nga cũng thay đổi từ vùng này sang vùng khác, với nhiệt độ trung bình là 25 °C. Trong một số trường hợp cực đoan, đã có những ngày nhiệt độ trên 45 °C được ghi lại.
Cái lạnh từ Siberia lan rộng không chỉ khắp nước Nga mà còn ở khắp châu Âu và phần lớn châu Á.
Nga bị vượt qua bởi bốn vùng khí hậu: Bắc cực, cận nhiệt đới, ôn đới và cận nhiệt đới. Các trạm có thể được mô tả như sau: mùa đông dài và có tuyết rơi, mùa xuân nóng, mùa hè ngắn và nóng và mùa thu mưa. Những đặc điểm này, tuy nhiên, rất khác nhau theo khu vực.

## Vị trí và ranh giới toàn cầu
Nằm ở phía bắc, phía đông của Bắc bán cầu, phần lớn nước Nga nằm gần Bắc Cực hơn so với đường xích đạo. So sánh các quốc gia riêng lẻ rất ít có giá trị trong việc đo lường quy mô và sự đa dạng to lớn của Nga. 17,09 triệu km2 của đất nước bao gồm một phần tám diện tích đất có người ở của Trái đất. Phần châu Âu của nó, chiếm một phần đáng kể của lục địa châu Âu, là nơi diễn ra hầu hết các hoạt động công nghiệp của Nga và là nơi nằm giữa sông Dniep và dãy núi Ural, Đế quốc Nga hình thành. Nga bao gồm toàn bộ phần phía bắc của châu Á.
Từ tây sang đông, đất nước trải dài từ Kaliningrad (vùng đất bị chia cắt bởi sự tái lập năm 1990 của Nhà nước Litva từ Liên Xô khi đó) đến đảo Ratmanov (một trong những đảo Diomede) ở eo biển Bering. Khoảng cách này kéo dài khoảng 6.800 km (4.200 mi), đến Nome, Alaska. Từ Bắc tới Nam, đất nước này trải dài từ mũi phía bắc của quần đảo Bắc Cực thuộc Nga tại Franz Josef Land đến mũi phía nam của Cộng hòa Dagestan trên Biển Caspi, trải dài khoảng 4.500 km (2.800 mi) địa hình cực kỳ đa dạng, thường xuyên.
Kéo dài tới 57.792 km (35.910 dặm), biên giới Nga là dài nhất thế giới. Dọc biên giới đất liền dài 20.139 km, Nga có ranh giới với 14 quốc gia: Na Uy, Phần Lan, Estonia, Latvia, Litva, Ba Lan (thông qua Kaliningrad Oblast), Belarus, Ukraine, Georgia, Azerbaijan, Kazakhstan, Mông Cổ, Cộng hòa Nhân dân Trung Hoa và Bắc Triều Tiên.
Khoảng hai phần ba biên giới bị giới hạn bởi nước biển. Hầu như tất cả các bờ biển phía bắc dài nằm trên Vòng Bắc Cực; ngoại trừ cảng Murmansk, trong đó có dòng hải lưu ấm hơn so với dự kiến ở vĩ độ đó, do ảnh hưởng của bờ biển Vịnh Streamthatat bị khóa trong phần lớn thời gian trong năm. Mười ba vùng biển và một phần của ba đại dương Đầm lầy ở Bắc Cực, Đại Tây Dương và Thái Bình Dương.
Nga có chung ranh giới trên biển với Hoa Kỳ và với Nhật Bản.

## Tài nguyên thiên nhiên

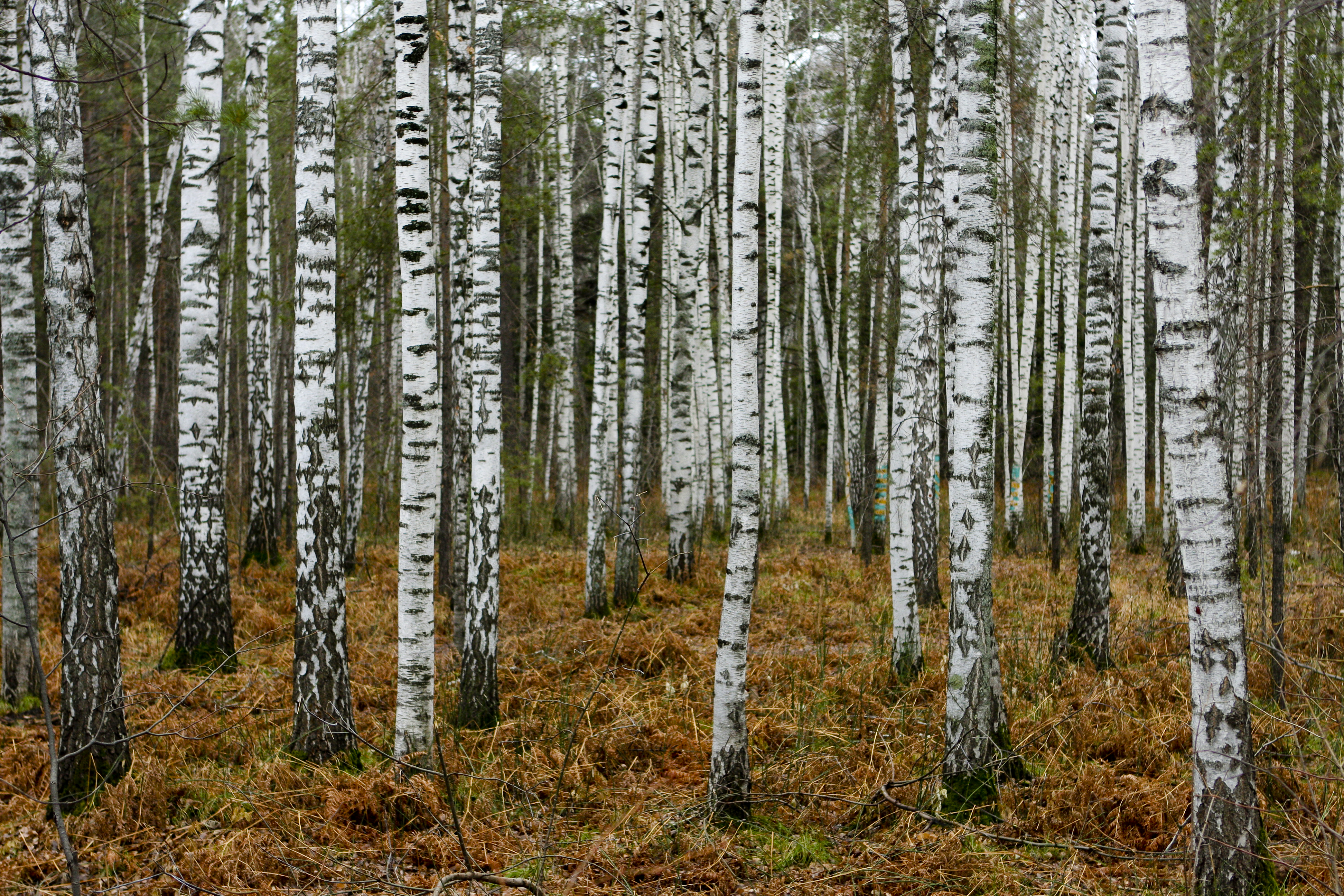
Một khu rừng bạch dương ở thành phố Novosibirsk. Đây là một cây quốc gia của Nga.

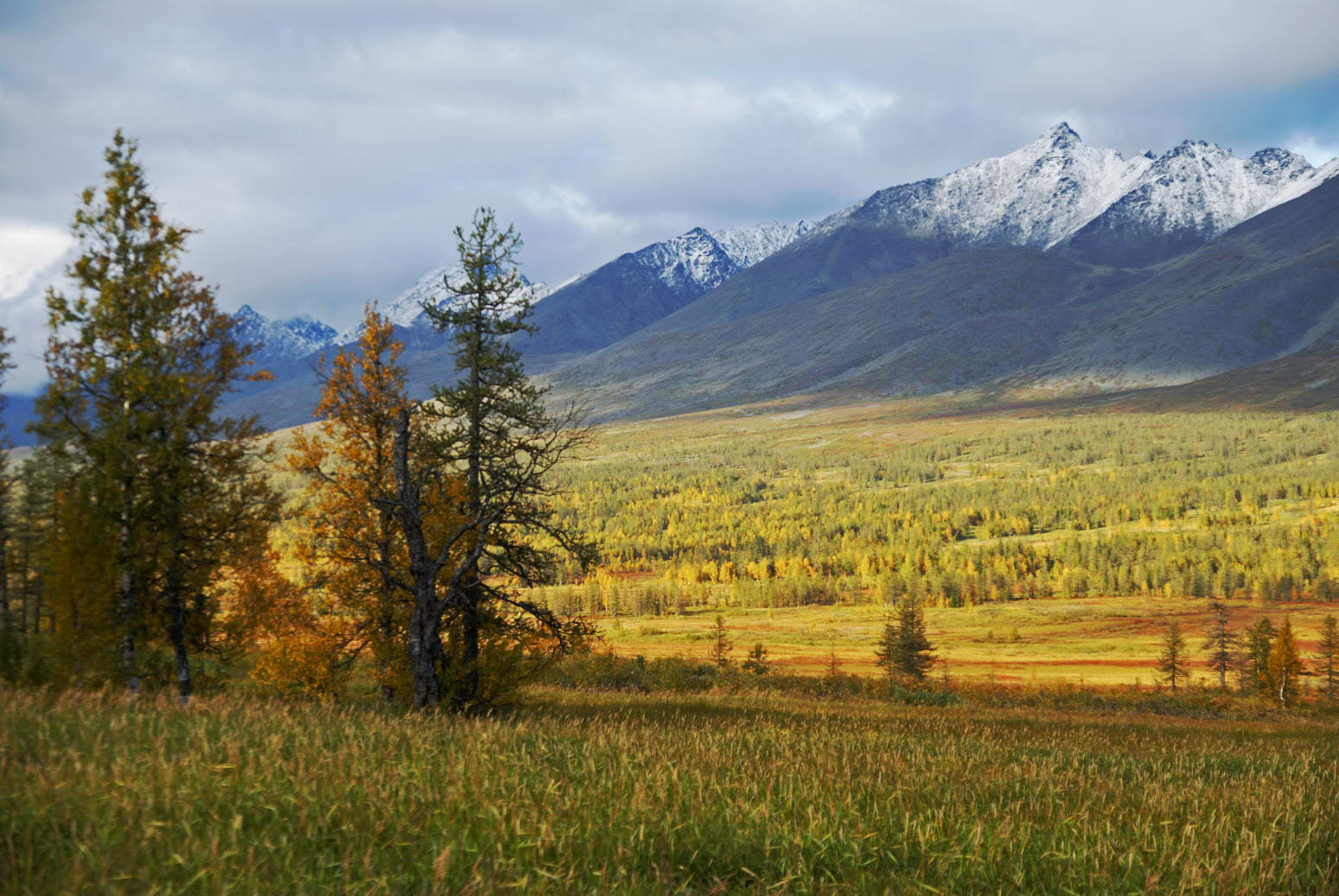
Vườn quốc gia Yugyd Va.

Nga nắm giữ trữ lượng tài nguyên khoáng sản lớn nhất so với bất kỳ quốc gia nào trên thế giới. Mặc dù chúng rất phong phú, nhưng chúng ở những vùng xa xôi với khí hậu khắc nghiệt, khiến chúng trở nên đắt đỏ và khó khai thác. Đất nước này có nhiều nhiên liệu khoáng sản nhất. Nó có thể chứa tới một nửa trữ lượng than của thế giới và trữ lượng xăng dầu lớn hơn. Trầm tích than nằm rải rác trong khu vực, nhưng lớn nhất nằm ở trung tâm và phía đông Siberia. Các lĩnh vực phát triển nhất nằm ở phía tây Siberia, ở khu vực đông bắc châu Âu, trong khu vực xung quanh Moscow và ở Urals. Các mỏ dầu lớn được đặt ở phía tây Siberia và ở Volga-Urals. Trầm tích nhỏ hơn được tìm thấy trong cả nước. Khí đốt tự nhiên, một nguồn tài nguyên mà Nga nắm giữ khoảng bốn mươi phần trăm trữ lượng của thế giới, có thể được tìm thấy dọc theo bờ biển Bắc Cực của Siberia, ở Bắc Caikaus và ở phía tây bắc nước Nga. Các mỏ quặng sắt lớn nằm ở phía nam Moscow, gần biên giới Ukraine trong vùng dị thường từ Kursk; khu vực này chứa các mỏ quặng sắt khổng lồ đã gây ra sự sai lệch trong từ trường của Trái đất. Các trầm tích nhỏ hơn ở các phần khác của đất nước. Các dãy núi Ural giữ các mỏ mangan nhỏ.Niken, wolfram, coban, molypden và các nguyên tố hợp kim sắt khác xảy ra với số lượng đầy đủ.
Nga cũng chứa hầu hết các kim loại màu. Quặng nhôm rất khan hiếm và được tìm thấy chủ yếu ở khu vực Ural, Tây Bắc Nga và Siberia miền trung nam. Đồng có nhiều hơn và trữ lượng lớn nằm ở Urals, khu vực Norilsk gần cửa sông Yenisey ở phía đông Siberia và Bán đảo Kola. Một khoản trầm tích khổng lồ khác nằm ở phía đông hồ Baikal chỉ được khai thác khi tuyến đường sắt Baikal-Amur Mainline (BAM) hoàn thành vào năm 1989.
Bắc Kavkaz, viễn đông Nga, và rìa phía tây của Basin Kuznetsk ở miền nam Siberia chứa một sự phong phú của chì và kẽm quặng. Chúng thường được tìm thấy cùng với đồng, vàng, bạc và một lượng lớn kim loại quý hiếm khác. Đất nước này có một trong những trữ lượng vàng lớn nhất thế giới; chủ yếu ở Siberia và Urals. Trầm tích thủy ngân có thể được tìm thấy ở miền trung và nam Urals và ở miền trung nam Siberia.
Nguyên liệu thô cũng rất phong phú, bao gồm các mỏ muối kali và magnesi ở khu vực sông Kama ở phía tây Urals. Nga cũng chứa một trong những mỏ apatit lớn nhất thế giới được tìm thấy ở bán đảo trung tâm Kola. Đá muối nằm ở phía tây nam Urals và phía tây nam hồ Baikal. Trầm tích bề mặt của muối được tìm thấy trong các hồ muối dọc theo thung lũng Volga thấp hơn. Lưu huỳnh có thể được tìm thấy ở Urals và Thung lũng Volga giữa.
Tám phần trăm đất được sử dụng để canh tác, bốn phần trăm cho đồng cỏ vĩnh viễn, bốn mươi sáu phần trăm đất là rừng và đất rừng, và bốn mươi hai phần trăm được sử dụng cho các mục đích khác.